# Zio Paperone - Il sogno di una vita
Zio Paperone - Il sogno di una vita (Uncle Scrooge in The Dream Of A Lifetime) è una storia Disney scritta e disegnata da Don Rosa che, per i temi trattati è collegata alla Saga di Paperon de' Paperoni, realizzata sempre da Rosa fra il 1992 e il 1994. 

## Trama
I Bassotti, dopo aver rubato un'invenzione di Archimede per entrare nei sogni altrui, si intrufolano nel Deposito e quattro di essi entrano nei sogni di Paperone: essi sanno che, una volta all'interno della sua mente, quando gli chiederanno la combinazione della cassaforte, il miliardario sarà costretto a rispondere poiché sarà il suo cervello a rispondere senza filtri alla domanda.
A salvarlo giungono Archimede (liberatosi grazie ad Edi), Paperino, Qui, Quo e Qua. Arrestati i Bassotti e legati quelli connessi alla mente di Paperone, Paperino fa per scollegarli dalla macchina, ma Archimede lo avverte che potrebbe essere pericoloso per il cervello di Paperone e, con le menti dei quattro Bassotti all'interno del subconscio di Paperone, l'unico modo per scollegarli in maniera sicura e farli svegliare dall'interno del sogno.
Entrato nel sogno, Paperino si ritrova a Pizen Bluff, quando Paperone e Geronimo stavano salvando Buffalo Bill e zio Angus "Manibuche" dai Dalton (Il vigilante di Pizen Bluff). Avvertitolo che sia lui che i Bassotti non fanno parte del sogno e che, se gli domandano la combinazione, lui non potrà fare a meno di dirlo, Paperino viene preso in ostaggio da uno dei Bassotti, mentre Paperone fugge via a cavallo, inseguito dagli altri. Paperino e 176-167, intanto, vedono il mondo scomparire e cascano nel vuoto, svegliandosi entrambi: con Paperone che si allontana da loro, a suo volta, anche l'epicentro del sogno si allontana, lasciando vuoto a quello che Paperone non può tenere in vita con la sua immaginazione. Capita la strategia, Paperino rientra nel sogno, che è intanto cambiato.
Paperino e i Bassotti si trovano nel deserto d'Australia, e curiosamente Paperone si domanda che ci facciano i Bassotti e suo nipote in un ricordo in cui non dovrebbero esserci (i ricordi alterati nel primo sogno vengono dimenticati ogni volta che Paperone ne ricrea un altro), ma prima che possano fare qualcosa, si accorgono di essere nei guai: sta arrivando la terribile inondazione che allagherà l'intero deserto australiano (Il leggendario papero del deserto d'Australia). Paperino, nella realtà, domanda ai nipotini di alterare il sogno o di spingere Paperone a immaginare dei mezzi di fuga per sfuggire all'acqua, ma per quanto ci provino, i ragazzi non ci riescono, finché, sfruttando il loro fischietto, non spingono Paperone a ricordare dei tempi in cui guidava il "Ciccio Dollaro" (Il signore del Mississippi).
Avvertito Paperone della minaccia che incombe sulla sua combinazione, Paperino e il suo giovane zio tentano di scappare, ma si ritrovano messi all'angolo della nave. Paperino, quindi, domanda ai nipoti di far evocare un'arma, ma i nipoti fanno apparire una Grande Berta che fa affondare la nave, facendo cambiare sogno.
Paperino si ritrova ancora in acqua, ma è tratto in salvo da una nave, che scopre con grande orrore trattarsi del Titanic (Il cuore dell'impero). Ritrovato lo zio, Paperino tenta di allontanarlo dai Bassotti, optando infine di nascondersi sull'iceberg e attendere che la nave, allontanandosi dall'epicentro, faccia cadere e svegliare i Bassotti. Sfortunatamente, Paperino scopre con grande orrore quale fu la reale causa dell'affondamento del famoso transatlantico: il Gongoro. Con Paperino che va nel panico, data l'orribile esperienza passata con lo zombi, Paperone commenta di "rimpiangere di non aver preso il treno", cambiando sogno.
Paperino si ritrova su un treno preso d'assalto da Jesse e Frank James (che il primo viene demoralizzato dal fatto che Paperino ha osato tappargli la canna della pistola) (Il cowboy delle Terre Maledette). Avvistati i Bassotti, Paperino prende suo zio e scappano sul tetto del treno in corsa, saltando infine giù. I Bassotti lo seguono a ruota, ma 176-176, spaventato, resta sul treno e casca nel vuoto, svegliandosi. Continuando a scappare, Paperino, commenta su come voglia "tornare a casa", facendo cambiare di nuovo il sogno.
Paperino si ritrova stavolta in una città a lui sconosciuta, che non riconosce essere la vecchia Glasgow, quindi passa, senza rendersene conto, un giovane Paperone in cerca del suo primo cliente e prossimo all'ottenere la sua prima moneta (L'ultimo del Clan de' Paperoni). Paperino trova però casa De' Paperoni, a cui chiede dove sia Paperone, capendo così di averlo appena passato in strada. Prima di andarsene, Paperino ha la felice occasione di vedere e abbracciare la sua giovanissima madre Ortensia, prima di essere cacciato via a calci da suo nonno Fergus, proprio davanti a Paperone, a cui spiega la situazione, scoprendo poi con orrore che sta lustrando le scarpe ai Bassotti. I Bassotti afferrano il piccolo Paperone e, sul punto di interrogarlo, Paperino si sbarazza di 176-716, facendosi inseguire e facendolo inciampare nel vuoto, svegliandolo. Non riuscendo a tener testa all'ultimo Bassotto rimasto, Paperino capisce che ha bisogno di un Paperone che possa affrontarlo senza problemi e domanda ai nipoti di fargli ricordare del Klondike. Facendogli annusare la Pepita Uovo d'Oca, Paperone cambia un'ultima volta il sogno.
Paperino e il Bassotto si ritrovano nella Bolla d'Oro in fiamme, con Doretta Doremì che attende impaziente l'arrivo di Paperone (Cuori nello Yukon). Il Bassotto, preoccupato, tenta di scappare dal locale, ma si imbatte in Paperone e tenta di assalirlo. Intanto, all'esterno, i pompieri giunti a domare le fiamme, stappano, sfruttando la pressione dell'acqua della manichetta, il tappo di ghiaccio formatosi che, incredibilmente, non centra la nuca di Paperone facendolo svenire come accadde nella realtà (e tutte le altre volte che sognava questo ricordo). Quindi, senza più ostacoli a separarlo da Doretta, Paperone, in piena modalità "Re del Klondike", mette 176-671 fuori gioco e lo scaraventa fuori dal sogno. Paperone ha finalmente la possibilità di vivere quel giorno in maniera diversa e si avvicina a Doretta, ma poi, accorgendosi che Paperino è ancora lì, rimasto per godersi il finale, viene gettato anche lui nel vuoto e si risveglia.
I nipotini, entusiasti, vogliono svegliare lo zione, ma Paperino li ferma, spiegando che alterando i suoi sogni, Paperone è finalmente riuscito a trovare un "tesoro che ha cercato per 50 anni e che ha finalmente trovato, anche se solo nei suoi sogni.".